# Curt Lowens
Curt Lowens (született Kurt Löwenstein) (Allenstein, Kelet-Poroszország, 1925. november 17. – Beverly Hills, Kalifornia, 2017. május 8.) németországi születésű amerikai színész.

## Filmjei

### Mozifilmek
- Egy asszony meg a lánya (La ciociara) (1960)
- Assisi Szent Ferenc (Francis of Assisi) (1961)
- Barabás (Barabbas) (1961)
- Nápoly négy napja (Le quattro giornate di Napoli) (1962)
- Császári Vénusz (Venere imperiale) (1962)
- Szakadt függöny (Torn Curtain) (1966)
- A Sivatagi Róka hadjárata (Tobruk) (1967)
- Santa Vittoria titka (The Secret of Santa Vittoria) (1969)
- Tűzróka (Firefox) (1982)
- Lélekvesztő (The Entity) (1982)
- Lenni vagy nem lenni (To Be or Not to Be) (1983)
- Éjfélre kitisztul (A Midnight Clear) (1992)
- Nekronomikon – A holtak könyve (Necronomicon) (1993)
- Intercept hadművelet (Aurora: Operation Intercept) (1995)
- Halálos sodrás (River Made to Drown In) (1997)
- Karátos védelem (The Cutter) (2005)
- Angyalok és démonok (Angels & Demons) (2009)

### Tv-filmek
- Született csütörtökön (Thursday's Child) (1983)
- Szeressétek a gyermekeimet! (Who Will Love My Children?) (1983)
- Wallenberg: Egy hős története (Wallenberg: A Hero's Story) (1985)
- Houdini – A halál cimborája (Houdini) (1998)

### Tv-sorozatok
- Tarzan (1966, egy epizódban)
- Mission: Impossible (1966–1969, három epizódban)
- Mannix (1973, egy epizódban)
- A bűvész (The Magician) (1974, egy epizódban)
- San Francisco utcáin (The Streets of San Francisco) (1974, 1977, két epizódban)
- Ember az Atlantiszról (Man from Atlantis) (1977, egy epizódban)
- Csillagközi romboló (Battlestar Galactica) (1979, egy epizódban)
- Dinasztia (Dynasty) (1981, 1985, két epizódban)
- Knight Rider (1985, egy epizódban)
- A szupercsapat (The A-Team) (1986, egy epizódban)
- Egy kórház magánélete (St. Elsewhere) (1986, egy epizódban)
- MacGyver (1987, egy epizódban)
- Gyilkos sorok (Murder, She Wrote) (1989, egy epizódban)
- Dowling atya nyomoz (Father Dowling Mysteries) (1990, egy epizódban)
- Különleges kommandó (Soldier of Fortune, Inc.) (1998, egy epizódban)
- Vészhelyzet (ER) (2004, egy epizódban)
- Döglött akták (Cold Case) (2004, egy epizódban)
- FlashForward – A jövő emlékei (FlashForward) (2009, egy epizódban)
- Szupi nindzsák (Supah Ninjas) (2011, egy epizódban)

## További információ
- Curt Lowens a PORT.hu-n (magyarul)
- Curt Lowens az Internetes Szinkronadatbázisban (magyarul)
- Curt Lowens az Internet Movie Database-ben (angolul)
- Curt Lowens a Rotten Tomatoeson (angolul)